# 崔彦磊
崔彦磊（1970年11月—），汉族，中华人民共和国政治人物。

## 生平
吉林省建筑工程学院研究生毕业，1991年7月参加工作，1995年5月加入中国共产党。曾任舒兰市人民政府副市长。2018年，崔彦磊出任梅河口市人民政府市长。2021年，崔彦磊晋升中共洮南市委书记。
2024年4月25日，崔彦磊涉嫌“严重违纪违法”接受吉林省纪委监委纪律审查和监察调查。